# Diuła
Diuła (ukr. Дюла) – wieś na Ukrainie, w obwodzie zakarpackim, w rejonie berehowskim, w hromadzie Pijterfołwo. W 2001 liczyła 1421 mieszkańców, głównie Węgrów.